# El Liberal reusense
El Liberal Reusense: periódico de la tarde, político, mercantil y de avisos, va ser un periòdic de tendència liberal que va sortir a Reus l'1 d'agost de 1854 i va desaparèixer el 30 de novembre d'aquell mateix any.

## Història
Va ser fundat per Marià Pons i Espinós amb la intenció de defensar el govern liberal «que va a constituir el Duque de la Victoria».
L'historiador reusenc Andreu de Bofarull diu: «Los nuevos representantes [de l'Ajuntament] así como un periódico político, el Liberal reusense, que salió el dia 1o. de agosto, se daclararon acérrimos partidarios de Espartero». Es posaven a disposició de la Unió Liberal i els seus redactors s'anomenaven apòstols de la doctrina liberal. L'historiador Pere Anguera el defineix com a esparterista, i diu que era l'únic periòdic que va sortir a Reus aquell any.
En la seva presentació manifesten que a més de dedicar-se a temes mercantils busquen ocupar-se dels interessos locals: «Hoy a los intereses mercantiles y de localidad, se ha unido la cuestión política, agitada y llena de vida tras once años de sufrimientos y abandono. De ella nos ocuparemos». Volen fer «una prensa a disposición del partido liberal de esta ciudad para hacer conocer por medio de ella nuestras aspiraciones y sentimientos patrióticos». En opinió de Gras i Bellvé, Marià Pons es va enfrontar des del primer moment amb el que llavors era alcalde de la ciutat, el progressista Joan Martell, i el periòdic va atacar sistemàticament el nou ajuntament.
Els primers dies només porta notícies polítiques, però després inclou altres seccions: resums de premsa, notícies estrangeres, correu de Madrid, Borsa de Madrid, informacions comercials, moviment del port de Tarragona i avisos. Dedica diàriament la primera pàgina a Reus.
El Liberal Reusense va advertir de la seva desaparició el 19 de novembre de 1854, i l'editorial explicava que no havien aconseguit publicar un periòdic diari a Reus, tot i la importància de la ciutat. Deien que el diari havia sortit «por una casualidad» i que no tenien prou preparació per editar-lo, i a més estava escrit i dirigit només per Marià Pons.
El dia 30 de novembre publica una nota a primera pàgina on diu que s'ha fet un conveni amb El Barcelonés de la ciutat comtal, (fundat per Esteve Paluzie), i s'ofereix la subscripció dels dos diaris al preu d'11 rals al mes. Però el Liberal Reusense va deixar de publicar-se aquell dia. Pere Anguera diu que es va deixar de publicar per la manca de subscriptors i pels enfrontaments amb els demòcrates reusencs que governaven a l'ajuntament.

## Aspectes tècnics
Sortia cada dia excepte els dilluns. Tot i ser un diari de tarda, els diumenges es distribuïa al matí. L'impressor i editor responsable era Pere Sabater.
Format: Foli, i dues pàgines a dues columnes; a partir del 8 d'agost, 4 pàgines.

## Localització
- Una col·lecció a la Biblioteca Central Xavier Amorós de Reus[9]